# Heven (münsterländisches Adelsgeschlecht)

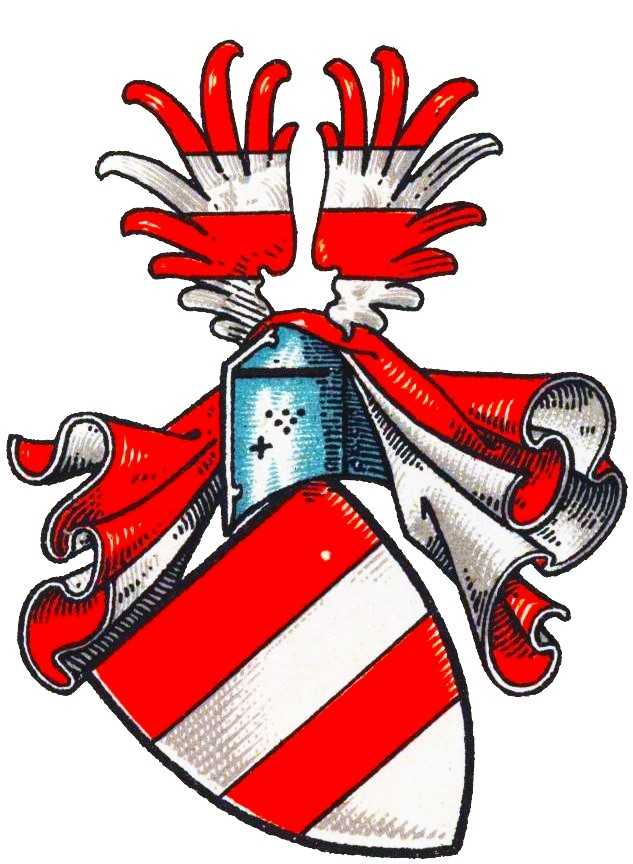
Wappen derer von Heven im Wappenbuch des Westfälischen Adels

Heven (auch Hewen o. ä.) ist der Name eines erloschenen westfälischen Adelsgeschlechts.
Die Familie ist zu unterscheiden von dem märkischen Adelsgeschlecht Heven zu Haus Heven und den schwäbischen  Freiherren von Hewen.

## Geschichte
Der Stammsitz des Geschlechts liegt in der Bauerschaft Heven bei Schöppingen im heutigen Kreis Borken im nordwestlichen Münsterland.
Ein Knappe Gerard von Heven erscheint bereits 1349 als Urkundenzeuge. Gert von Heven war gegen 1500 Drost zu Steinfurt. Aus den Jahren 1519/1520 ist eine Steinfurter Rentamtsrechnung von ihm überliefert. Seine Frau Gertrud von Beinem zu Wischel heiratete nach Gerts Tod Bernd von Wullen zu Nienborg und Epe. Christoph von Heven war mit Anna von Rhemen verheiratet. Ihre Tochter Elisabeth von Heven, Erbin zu Bellering, war mit Goddert von Travelman zu Maser (urkundl. 1517) verheiratet.
1563 wechselte Elisabeth von Heven (Else van Heven thon Darle), Witwe des Bertold von Bischopinck zu Haus Vögeding westlich von Münster, mit Heinrich von der Wieck und Lubbert Travelmann die Hörige Meryen ton Hyenhuis im Kirchspiel Nordwalde, Bauerschaft Schelbrock, gegen Grete Miltmann to Graffte aus dem Kirchspiel Telgte, Bauerschaft Schwienhorst. Die Urkunde wird von Christoffer van Heven bezeugt und mit einem Wachssiegel mit Querbalken besiegelt. Im selben Jahr stellte Christoffer van Heven ein Lehnsrevers an Graf Arnd zu Bentheim-Steinfurt aus. Derselbe Christopher Heven und seine Frau Anna wechselten 1570 mit Lubbert Travelmann und dessen Frau Mette die ihnen und der Witwe des Lambert Bucke eigenhörige Else tom Baiken aus dem Kirchspiel Altenberge gegen Else ton Dyke aus dem Kirchspiel Greven. Witwe Elisabeth von Heven zu Bellering erscheint noch 1582.
1563 war Gertrud von Heven Äbtissin des Klosters Leeden. 1588 tritt sie dann als „Exäbtissin“ des Klosters in Erscheinung.
Die Familie erlosch mit Wilhelma von Heven, die 1605 noch lebte.

## Wappen
Blasonierung: Dreimal von Rot und Silber geteilt. Auf dem Helm mit rot-silbernen Helmdecken ein offener Flug bezeichnet wie der Schild.